# دوغلاس بلاك
دوغلاس بلاك (بالإنجليزية: Douglas Black)‏ هو ناشر أمريكي، ولد في 25 يوليو 1895 في كوينز في الولايات المتحدة، وتوفي في 15 مايو 1977.